# آریزتا
آریزتا (انگلیسی: Aryzta) شرکت صنایع غذایی سوئیسی است، که در سال ۱۸۹۷ تأسیس شد.